# The People Under the Stairs
The People Under the Stairs is een Amerikaanse horrorfilm uit 1991 onder regie van Wes Craven.

## Verhaal
Een jongetje helpt de vriend van zijn zus in te breken bij zijn sjoemelende huisbaas. Vervolgens kunnen ze er niet meer wegkomen. Wanneer de bewoners thuiskomen, ontdekt het jongetje dat die er merkwaardige gewoonten op na houden. Bovendien zijn er nog meer gevangenen in hun kelder.

## Rolverdeling
| Acteur                | Personage                |
| --------------------- | ------------------------ |
| Brandon Quintin Adams | Poindexter Williams      |
| Everett McGill        | Eldon Robeson            |
| Wendy Robie           | Mevrouw Robeson          |
| A.J. Langer           | Alice Robeson            |
| Ving Rhames           | Leroy                    |
| Sean Whalen           | Roach                    |
| Bill Cobbs            | Opa Booker               |
| Mary Jo Minter        | Ruby Williams            |
| Jeremy Roberts        | Spenser                  |
| Conni Marie Brazelton | Mary                     |
| Josh Coxx             | Jonge agent              |
| John Hostetter        | Oude agent               |
| John Mahon            | Brigadier                |
| Teresa Velarde        | Maatschappelijk werkster |
| George R. Parker      | Agent                    |